# سولامر
سولامر (انگلیسی: Sevelamer) یک داروی اتصال به فسفات است که برای درمان هیپرفسفاتمی در بیماران مبتلا به بیماری مزمن کلیوی استفاده می‌شود. هنگامی که همراه غذا مصرف شود، به فسفات رژیم غذایی متصل شده و از جذب آن جلوگیری می‌کند.
داروسازی اکسیر سولامر با ملح هیدروکلراید را با برند سواژل و سولامر با ملح کربنات را برند اکسیلامر به بازار عرضه می کند.

## موارد منع مصرف
درمان با سولامر در هیپوفسفاتمی یا انسداد روده منع مصرف دارد. در هیپوفسفاتمی، سولامر می‌تواند با کاهش بیشتر سطح فسفات در خون، این وضعیت را تشدید کند، که می‌تواند کشنده باشد.

## عوارض جانبی
تهوع و استفراغ، یبوست، اسهال، درد معده، سوزش سر دل، گاز معده